# Đại học Carleton (Mỹ)
Đại học Carleton (tên tiếng Anh: Carleton College) là một trường Đại học Giáo dục Khai phóng tư nhân phi lợi nhuận tọa lạc tại Northfield, tiểu bang Minnesota, Hoa Kỳ.
Được thành lập vào năm 1866, trường có 2.105 sinh viên bậc đại học và tuyển dụng 269 giảng viên vào mùa thu 2016. Khuôn viên chính rộng 200 mẫu Anh nằm tại Northfield và Vườn ươm Cowling rộng 800 mẫu trở thành một phần của khuôn viên vào những năm 1920. Kiến trúc của các tòa nhà trong khuôn viên trường đa dạng từ Gô-thíc đến Đương đại, với tòa nhà cổ nhất được xây dựng vào năm 1872 và gần đây nhất vào năm 2011.
Từ năm 2000 đến năm 2016, trường đã đào tạo 122 Nghiên cứu sinh Khoa học Quốc gia, 112 Học giả Fulbright, 22 Học giả Watson, 20 Học giả Sau đại học NCAA, 13 Học giả Goldwater và 2 Học giả Rhodes. Carleton cũng là một trong những trường có mật độ sinh viên theo học bằng tiến sĩ tính trên mỗi 100 cử nhân tốt nghiệp cao nhất.
Carleton là trường Đại học tốt thứ 52 tại Mỹ, theo Bảng xếp hạng Đại học năm 2019 của Forbes. Nếu tính riêng trong số các trường giáo dục khai phóng thì Carleton là trường tốt thứ 20 (theo Forbes) và thứ 9 (theo US News & World Report).